# فلورنسا كروفورد
فلورنسا كروفورد (بالإنجليزية: Florence Crawford)‏ هي ممثلة أمريكية، ولدت في 7 أبريل 1880 في الولايات المتحدة، وتوفيت في 15 مارس 1954 بلوس أنجلوس في الولايات المتحدة.

## وصلات خارجية
- فلورنسا كروفورد على موقع IMDb (الإنجليزية)
- فلورنسا كروفورد على موقع كينوبويسك (الروسية)